# Krupci
Krupci (крупці), kaczana kasza (качана каша), kaczanka (качанка), terta kasza (терта каша) – kasza jaglana zacierana ręcznie całymi jajkami i mąką, tradycyjny wyrób kuchni ukraińskiej w obwodzie połtawskim, znany też w rosyjskim Starym Oskole. Jest to swoiste połączenie kaszy z zacierką. Porównaj z: kuskus.

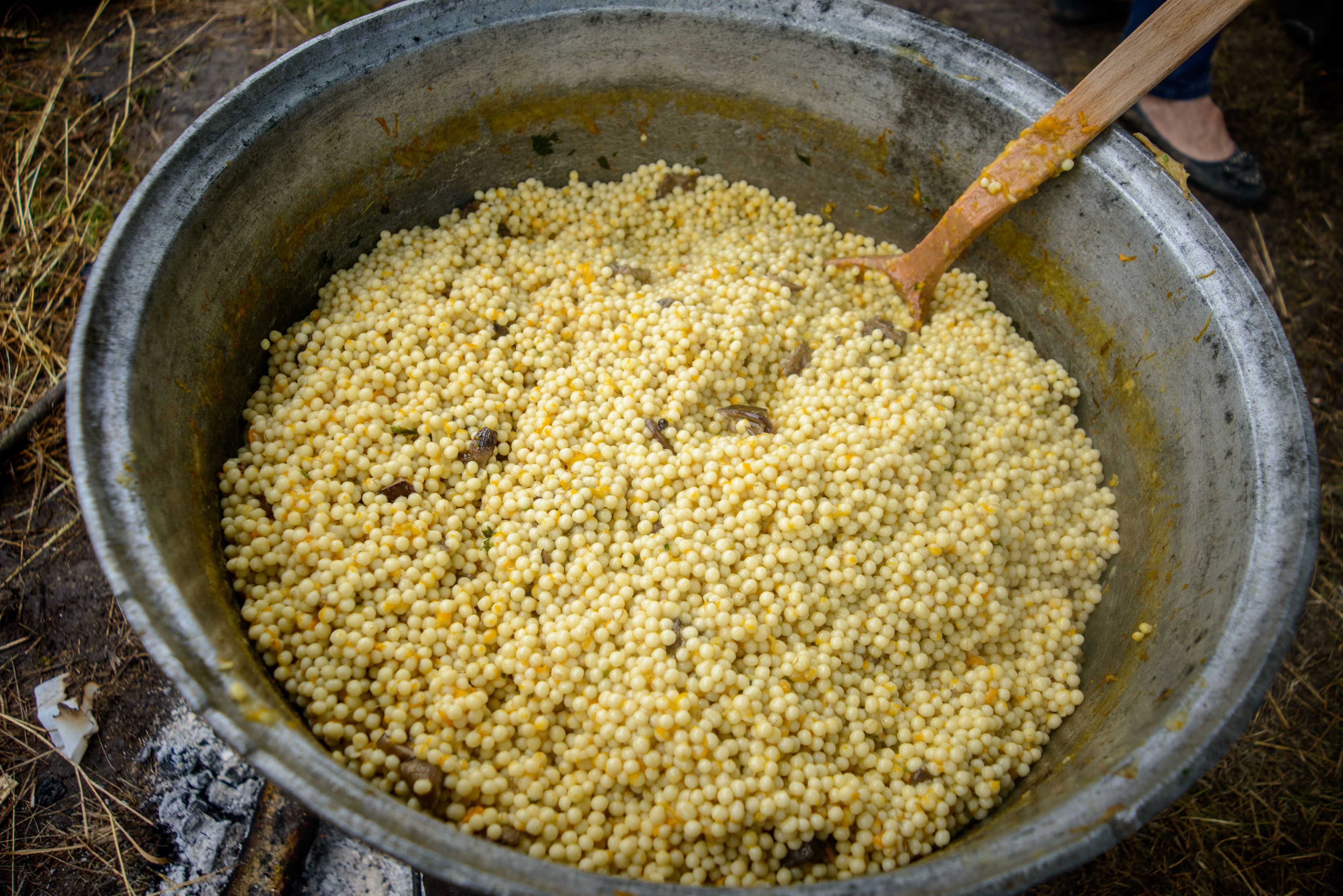
Gotowanie krupci

Połtawskie krupci wytwarzane jest głównie na terenie dawnych rejonów dykańskiego i zinkowskiego. Według jednych źródeł znane od XVIII wieku, według innych popularne od końca XIX wieku do pierwszej połowy XX wieku. Ponieważ było to danie nie tylko pracochłonne ale i wymagające drogich składników, przygotowywano ją głównie z okazji świąt. Pierwotnie przy narodzinach dziecka (podawana kobietom w połogu), później zagościła też na stołach weselnych. Współcześnie stopniowo popada w zapomnienie.
Krupci przygotowuje się dodając do kaszy jaglanej partiami niewielkie ilości rozkłóconych jaj i mąki pszennej. Składniki te dodaje się na zmianę, każdorazowo dokładnie zacierając nimi wszystkie ziarna. Powtarzanie tych zabiegów trwa 2–3 godziny – do momentu, w którym ziarna kaszy osiągną rozmiary ziaren pieprzu lub soi. Następnie kaszę należy lekko podsuszyć – tradycyjna metoda polega na rozłożeniu jej cienką warstwą na tkaninie. Można użyć do tego celu lekko nagrzanego piekarnika (40 min w 60 °C). Przykładowe proporcje składników: 28 szt. jaj, 250 g kaszy jaglanej i 1,5 kg mąki. Prawidłowo osuszona kasza zachowuje przydatność do spożycia przez miesiąc.
Tak przygotowaną kaszę gotuje się w rosole (z kury) w proporcjach objętościowych 1:3. Gotowanie trwa ok. 40 minut.
- Zacieranie kaszy jaglanej jajami i mąką – materiał wideo, Festiwal „Barszcz w glinianym garnku”(inne języki) w Opiszni (ukr.) (rozmowa z Ołeną Szczerbań(inne języki))
- Zacieranie i gotowanie krupci – materiał wideo, Festiwal „Barszcz w glinianym garnku”(inne języki) w Opiszni (ukr.)

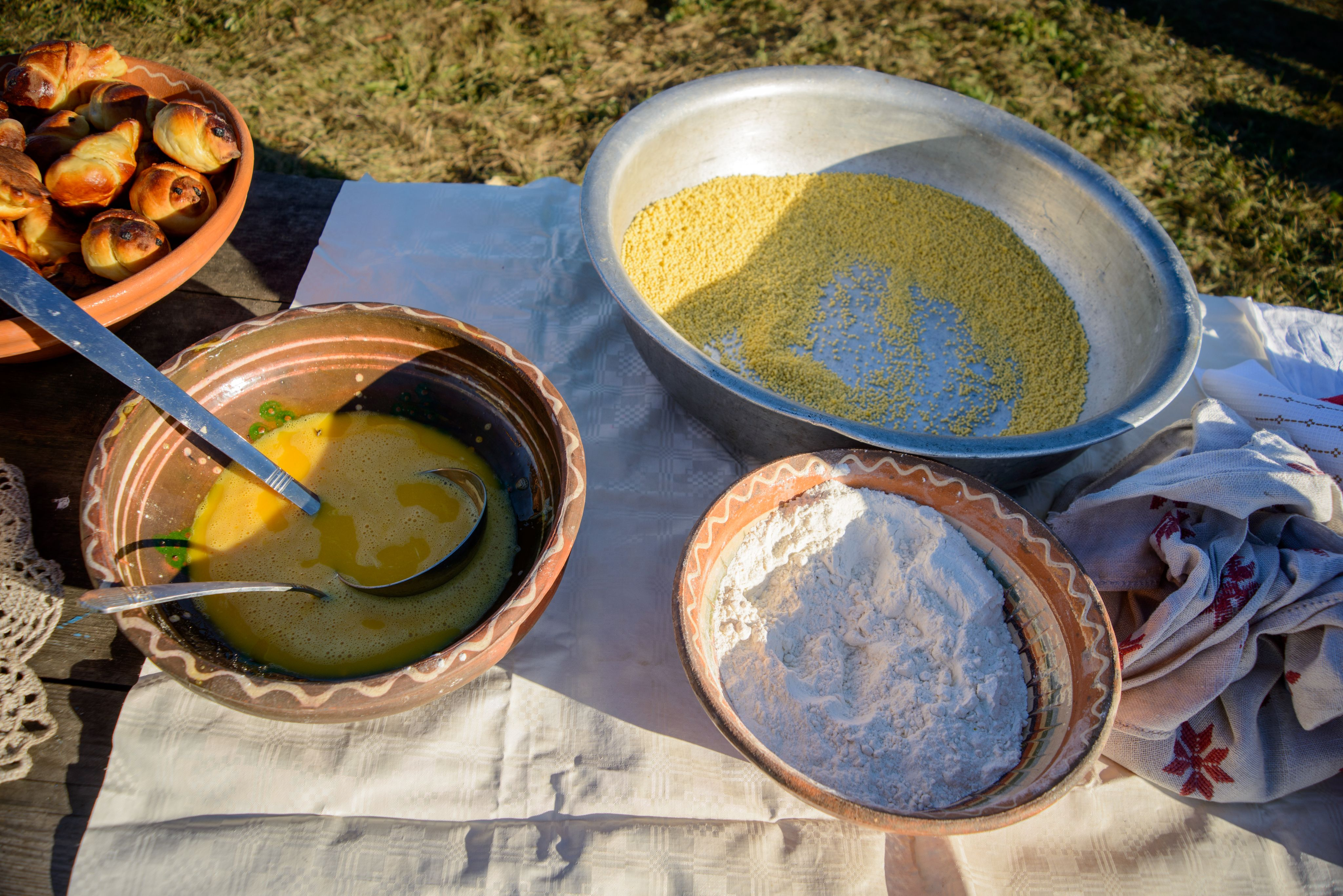
składniki na krupci
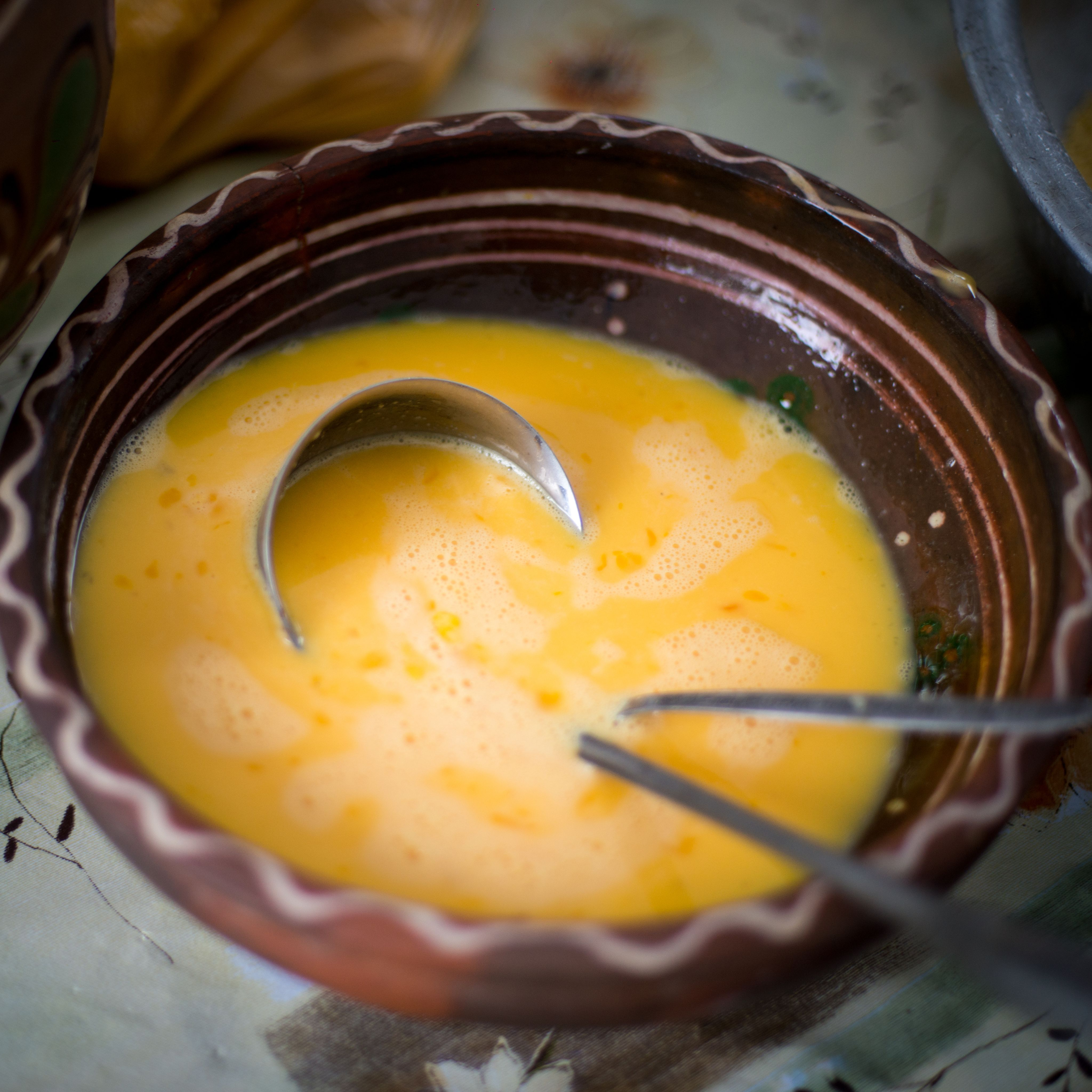
rozkłócone jaja na krupci
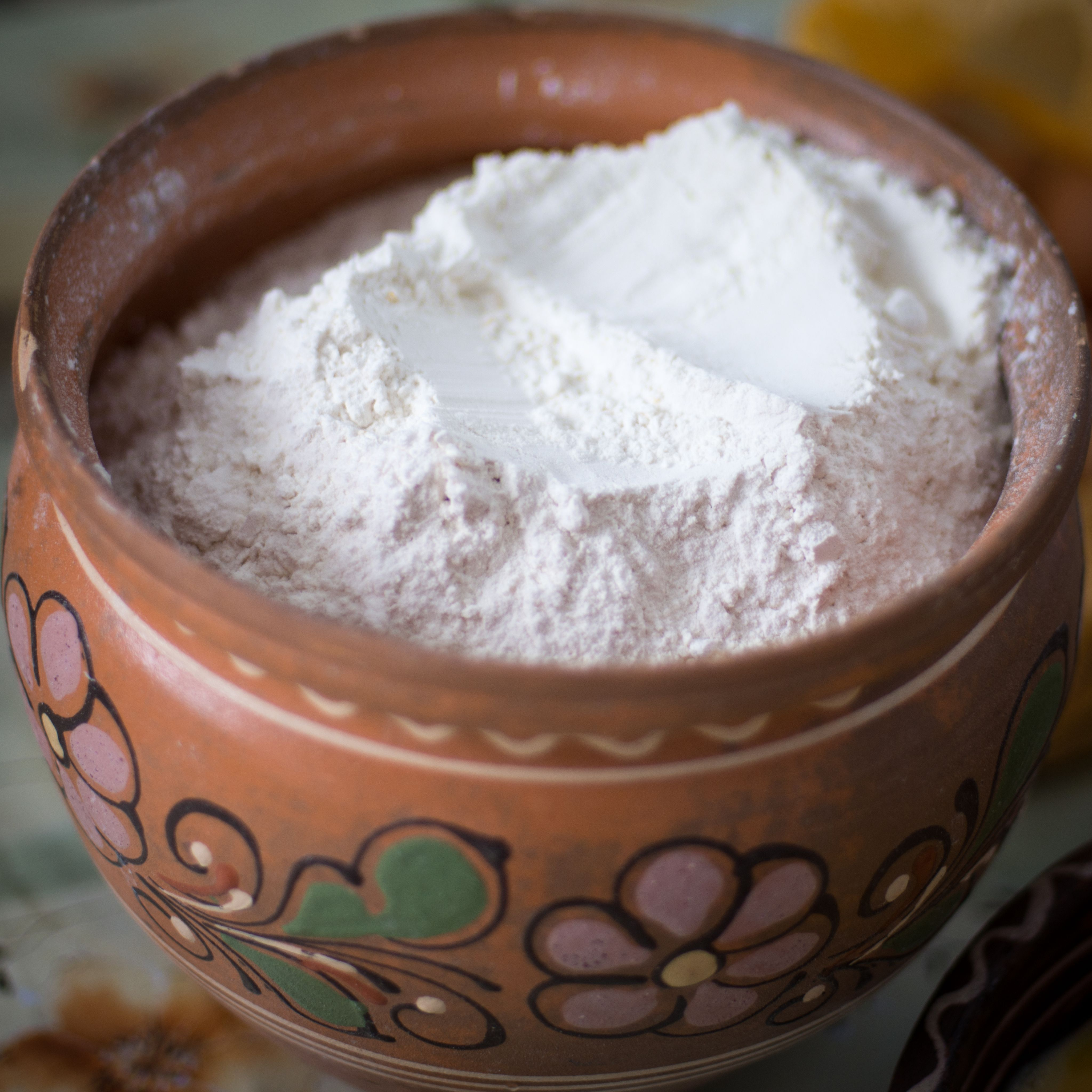
mąka na krupci
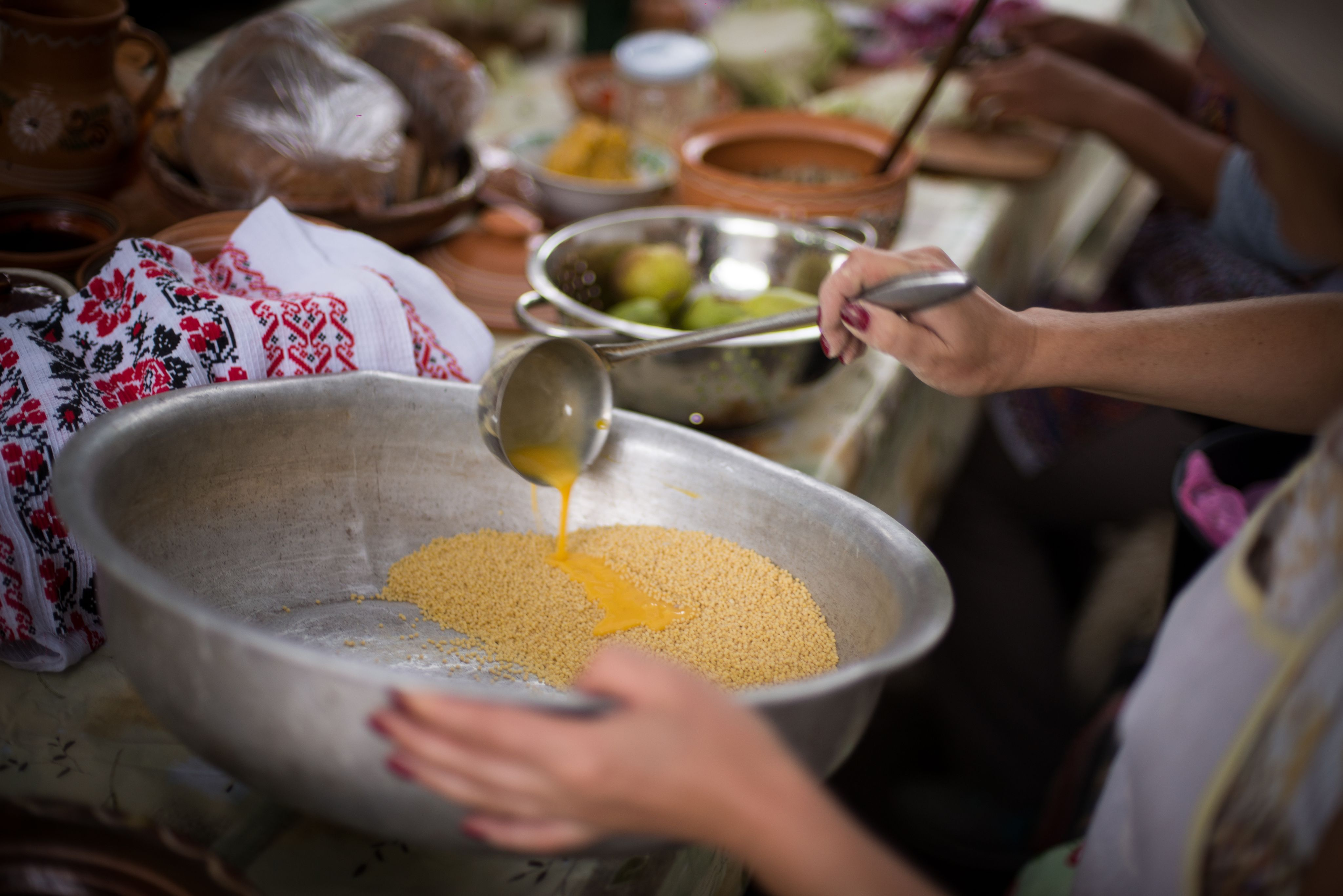
wlewanie porcji jaj do kaszy
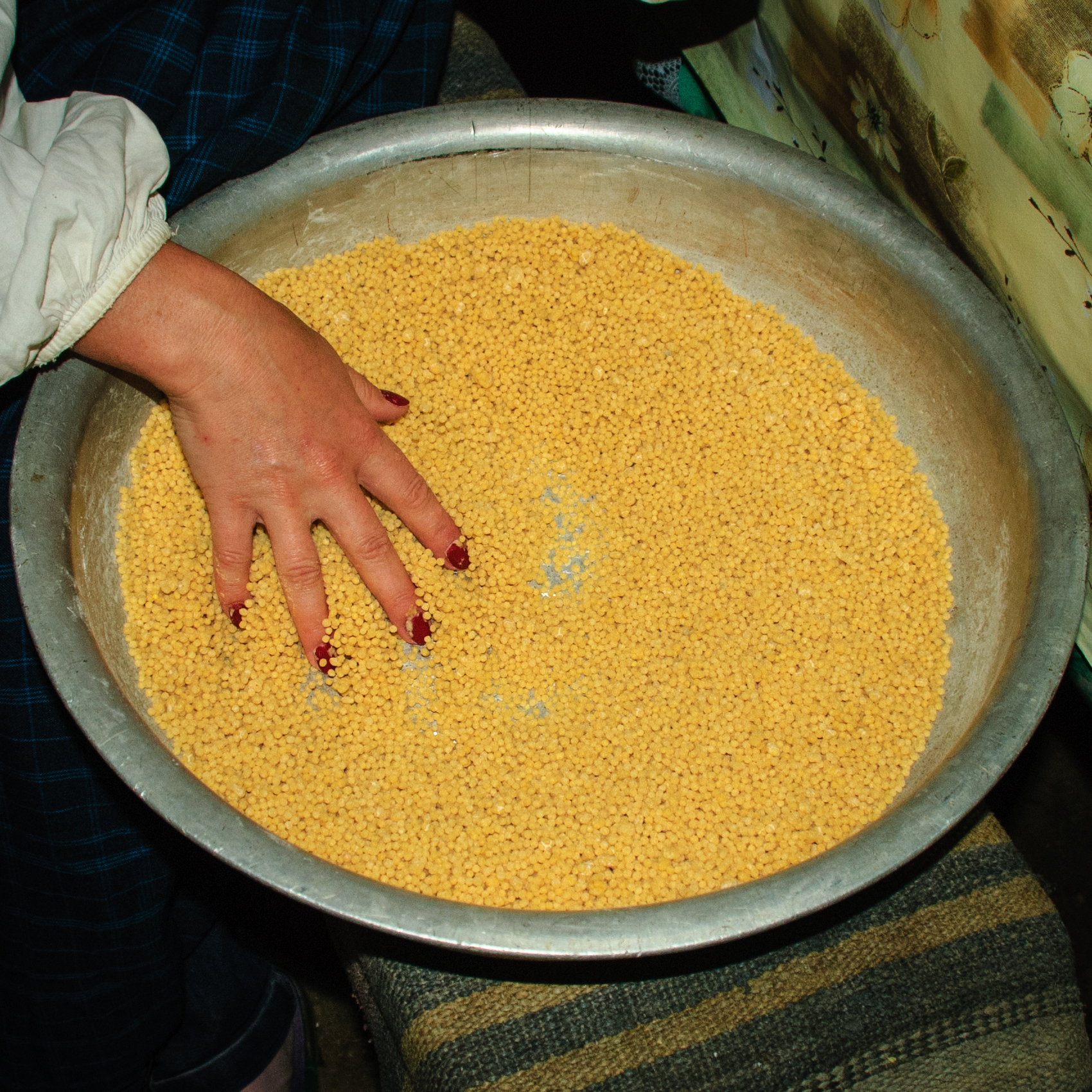
zacieranie kaszy
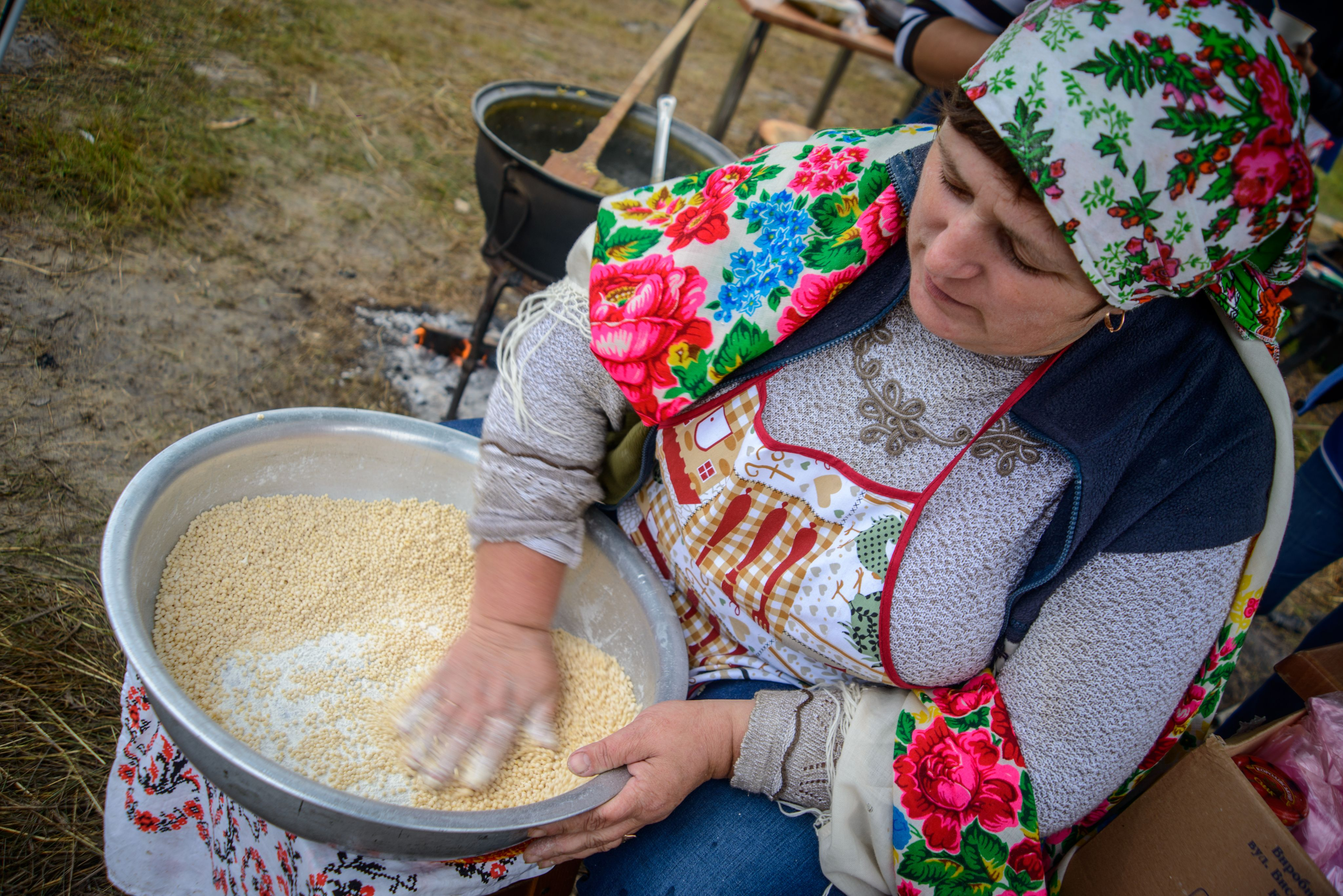
zacieranie kaszy podsypanej mąką
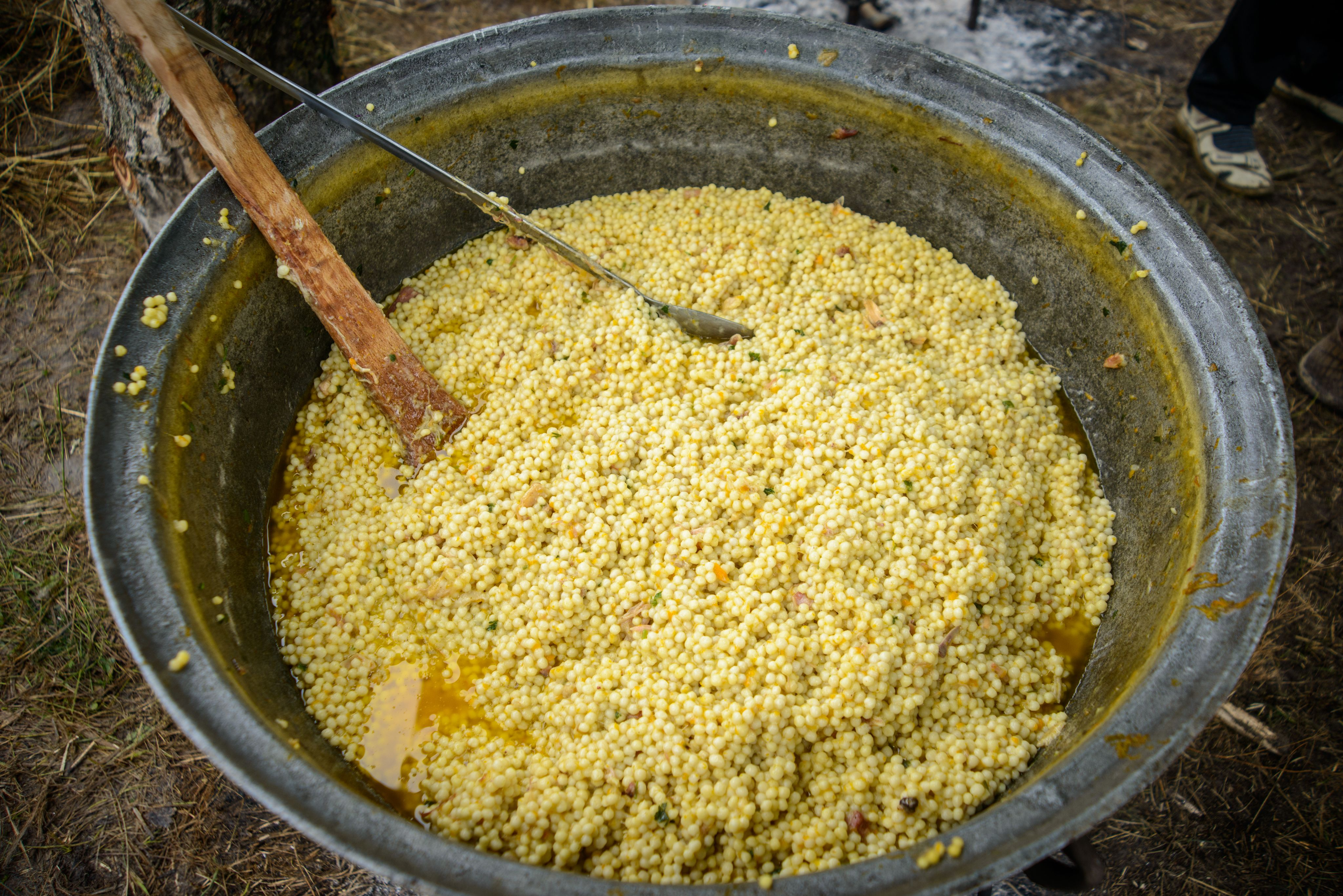
gotowanie krupci
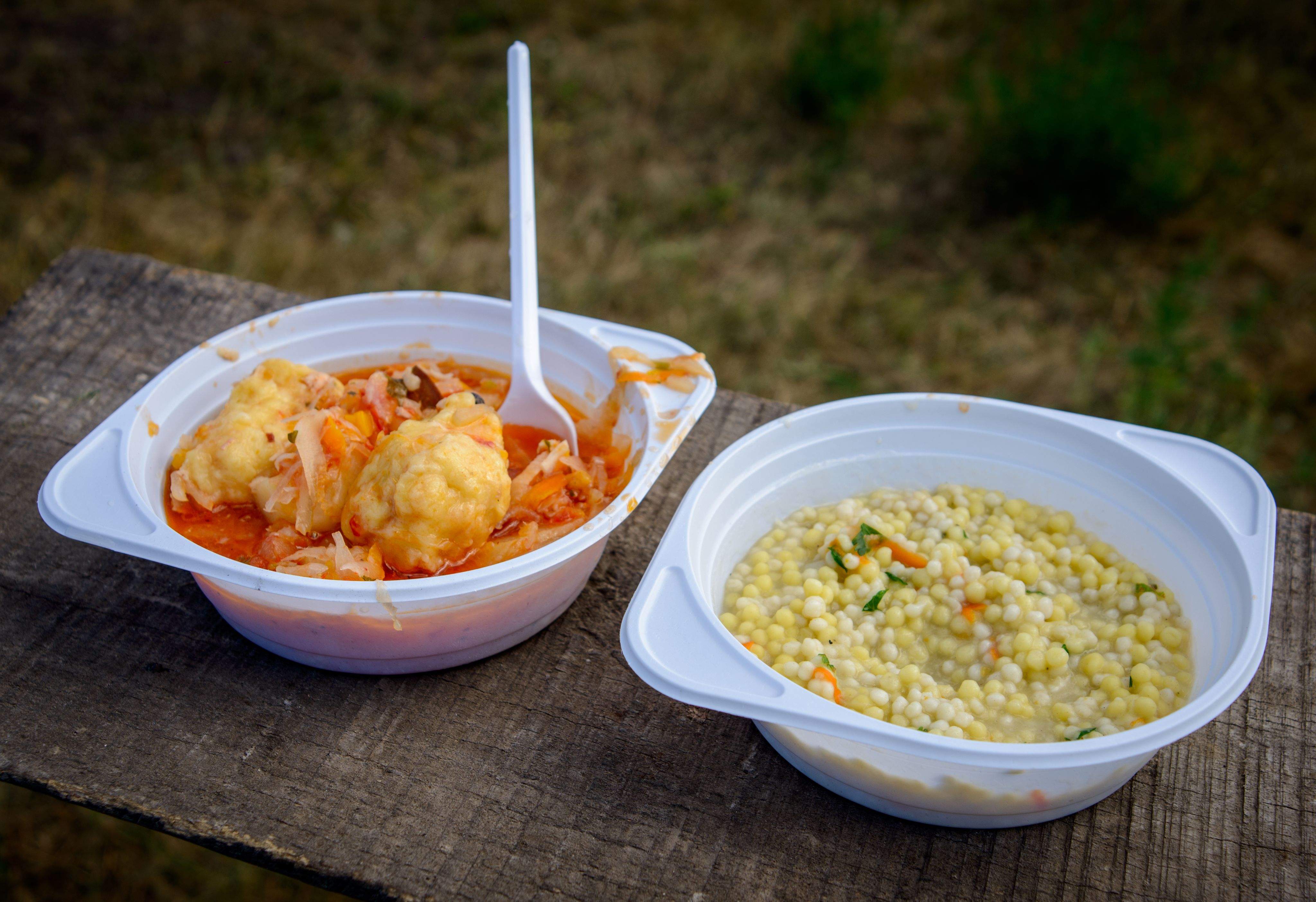
porcja ugotowanych krupci (po prawej)